# Brachygobius xanthomelas
Brachygobius xanthomelas är en fiskart som beskrevs av Herre, 1937. Brachygobius xanthomelas ingår i släktet Brachygobius och familjen smörbultsfiskar. IUCN kategoriserar arten globalt som livskraftig. Inga underarter finns listade.